# El Tornadizo
El Tornadizo – gmina w Hiszpanii, w prowincji Salamanka, w Kastylii i León, o powierzchni 11,44 km². W 2011 roku gmina liczyła 111 mieszkańców.